# Balge
Balge is een gemeente in de Duitse deelstaat Nedersaksen. De gemeente maakt sinds 1 november 2021 deel uit van de Samtgemeinde Weser-Aue, en tot die datum van de  Samtgemeinde Marklohe in het Landkreis Nienburg/Weser.
Balge telt 1.723 inwoners.
De gemeente bestaat uit het dorp Balge zelf (zetel van het gemeentebestuur), en de kleinere dorpen Blenhorst, Bötenberg, Buchholz, Buchhorst, Dolldorf, Holzbalge, Mehlbergen, Möhlenhalenbeck en Sebbenhausen.
Zie voor meer informatie onder Samtgemeinde Marklohe. 
- Gemeinsame Normdatei: 4711624-9
- Virtual International Authority File: 236130442
- WorldCat: E39PCjtdDPcW7f8QxqC9TVmb8d

Balge · 
Binnen · 
Bücken · 
Diepenau · 
Drakenburg · 
Estorf · 
Eystrup · 
Gandesbergen · 
Hämelhausen · 
Haßbergen · 
Hassel (Weser) · 
Heemsen · 
Hilgermissen · 
Hoya · 
Hoyerhagen · 
Husum · 
Landesbergen · 
Leese · 
Liebenau · 
Linsburg · 
Marklohe · 
Nienburg/Weser · 
Pennigsehl · 
Raddestorf · 
Rehburg-Loccum · 
Rodewald · 
Rohrsen · 
Schweringen · 
Steimbke · 
Steyerberg · 
Stöckse · 
Stolzenau · 
Uchte · 
Warmsen · 
Warpe · 
Wietzen